# Chiesa di San Lino (Volterra)
La chiesa di San Lino è situata a Volterra, in provincia di Pisa e diocesi di Volterra.

## Storia e descrizione
L'edificio venne eretto nel 1480 nel luogo ove sorgeva, secondo la tradizione, l'abitazione di san Lino, secondo pontefice, immediato successore di San Pietro.
In facciata, pregevole è il portale, del 1513.
L'interno, ad aula unica con copertura a volte, è ornato da affreschi: nelle dodici lunette Storie della vita di Cristo di Cosimo Daddi, del quale si scorge un autoritratto che mostra un cartiglio con la data del 1618.

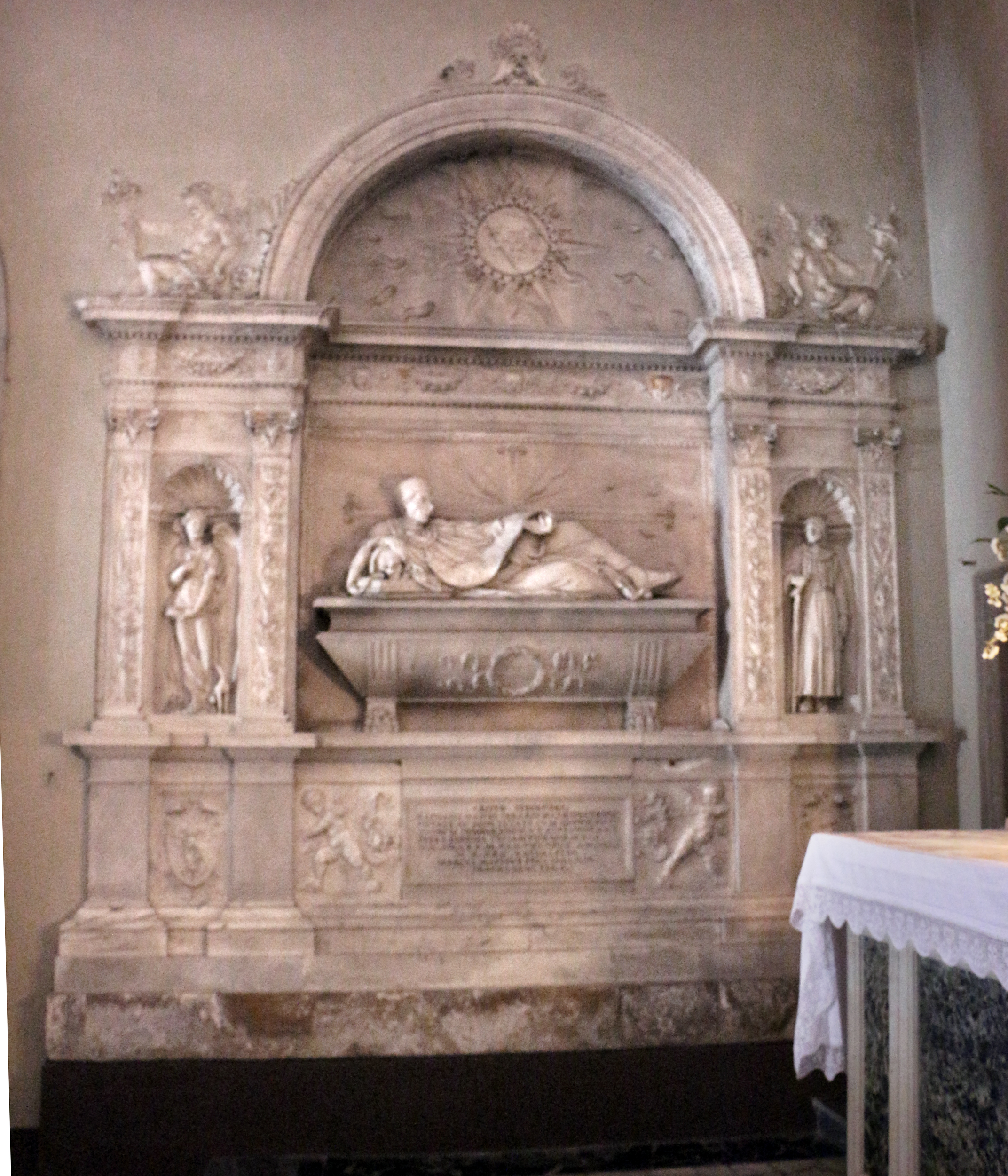
Sepolcro del beato Raffaele Maffei, opera di Silvio Cosini

Da notare inoltre La nascita di Maria di Cesare Dandini, la Visitazione dello stesso Daddi, la Madonna, san Lino e altri santi di Francesco Curradi (1597) e il pregevole sepolcro (1522) del beato Raffaele Maffei, fondatore della chiesa, di Silvio Cosini, adornato di statue di Stagio Stagi.